# 峯崎雄太
峯崎 雄太（みねざき ゆうた、1991年7月24日 - ）は、日本の俳優である。
J-beans所属。身長165cm。神奈川県出身。
藤沢市立湘南台中学校、神奈川県立横浜緑園総合高等学校卒業。2010年、多摩大学グローバルスタディーズ学部（湘南キャンパス）入学。

## 出演

### テレビドラマ
- 虹色定期便（2003年、NHK） - 嵐風太郎 役
- 水曜プレミア 四谷くんと大塚くん/天才少年探偵登場の巻（2004年7月21日、TBS）
- 土曜ワイド劇場 ×イチ女刑事（2005年6月18日、テレビ朝日） - 萬田久子の息子 役
- NHK正月時代劇 堀部安兵衛（2007年1月1日、NHK） - 虎ノ助 役
- 傍聴マニア09〜裁判長!ここは懲役4年でどうすか〜 第2話（2009年10月29日、日本テレビ） - 男子高校生 役
- BS時代劇 新選組血風録（2011年4月、NHK BSプレミアム） - 土方歳三（少年時代） 役
- NHK大河ドラマ 八重の桜（2013年） - 飯沼貞吉 役

### 映画
- 天然コケッコー（2007年） - 大沢の友人 役
- きみの友だち（2008年） - 戸川 役

### CM
- SONY サイバーショット
- ハウス食品 バーモントカレー
- 公文式
- 佐鳴予備校
- Z会（2006年）
- オリエンタルランド 東京ディズニーシー 僕たちの1DAY卒業旅行篇（2006年） - 中川 役
- 日本ケロッグ コーンフロスティ（2006年）

### その他
- See-Saw 「君は僕に似ている」（2005年）